# Kanton Malestroit
Kanton Malestroit (francouzsky Canton de Malestroit) je francouzský kanton v departementu Morbihan v regionu Bretaň. Tvoří ho 14 obcí.

## Obce kantonu
- Bohal
- Caro
- La Chapelle-Caro
- Lizio
- Malestroit
- Missiriac
- Monterrein
- Le Roc-Saint-André
- Ruffiac
- Saint-Abraham
- Saint-Guyomard
- Saint-Marcel
- Saint-Nicolas-du-Tertre
- Sérent